# David Duke (koszykarz)
David Duke Jr (ur. 13 października 1999 w Providence) – amerykański koszykarz, występujący na pozycjach rozgrywającego lub rzucającego obrońcy, od 2023 zawodnik San Antonio Spurs oraz zespołu G-League – Austin Spurs.
W 2017 zajął szóste miejsce w turnieju Adidas Nations.
11 września 2023 został zawodnikiem Philadelphia 76ers. 28 października 2023 dołączył do Delaware Blue Coats. 14 grudnia 2023 zawarł umowę z San Antonio Spurs na występy w NBA, oraz zespole G-League – Austin Spurs.

## Osiągnięcia
Stan na 10 marca 2024, na podstawie, o ile nie zaznaczono inaczej.
NCAA
- Zaliczony do:
  - I składu Maui Invitational (2021)
  - II składu Big East (2021)
  - składu honorable mention All-American (2021 przez Associated Press)
- Zawodnik tygodnia Big East (14.12.2020, 15.02.2021)

Indywidualne
- Zaliczony do I składu G-League (2023)
- Uczestnik meczu gwiazd G-League Next Up Game (2023)

Reprezentacja
- Brązowy medalista igrzysk panamerykańskich (2019)